# Fighting EX Layer
Pour les articles homonymes, voir Layer.
Fighting EX Layer (ファイティングEXレイヤー) est un jeu vidéo de combat développé et édité par Arika, sorti en 2018 sur borne d'arcade, Windows et PlayStation 4.

## Accueil
- Destructoid : 7/10[1]
- Gamekult : 6/10[2]
- GameSpot : 8/10[3]